# Campionati del mondo di ciclismo su pista 1961
I Campionati del mondo di ciclismo su pista 1961 si svolsero dal 27 agosto al 13 settembre 1961 a Zurigo, in Svizzera.

## Medagliere
| Posiz. | Nazione          | Oro | Argento | Bronzo | Totale |
| ------ | ---------------- | --- | ------- | ------ | ------ |
| 1      | Italia           | 2   | 1       | 1      | 4      |
| 2      | Paesi Bassi      | 2   | 1       | 0      | 3      |
| 3      | Germania Ovest   | 2   | 1       | 0      | 3      |
| 4      | Belgio           | 1   | 1       | 2      | 4      |
| 5      | Unione Sovietica | 1   | 1       | 0      | 2      |
| 6      | Francia          | 0   | 1       | 1      | 2      |
| 6      | Regno Unito      | 0   | 1       | 1      | 2      |
| 6      | Svizzera         | 0   | 1       | 1      | 2      |
| 6      | Germania Est     | 0   | 1       | 1      | 2      |
| 10     | Australia        | 0   | 0       | 1      | 1      |
|        | Totale           | 8   | 8       | 8      | 24     |